# Vogel- en Natuurwacht Flevoland

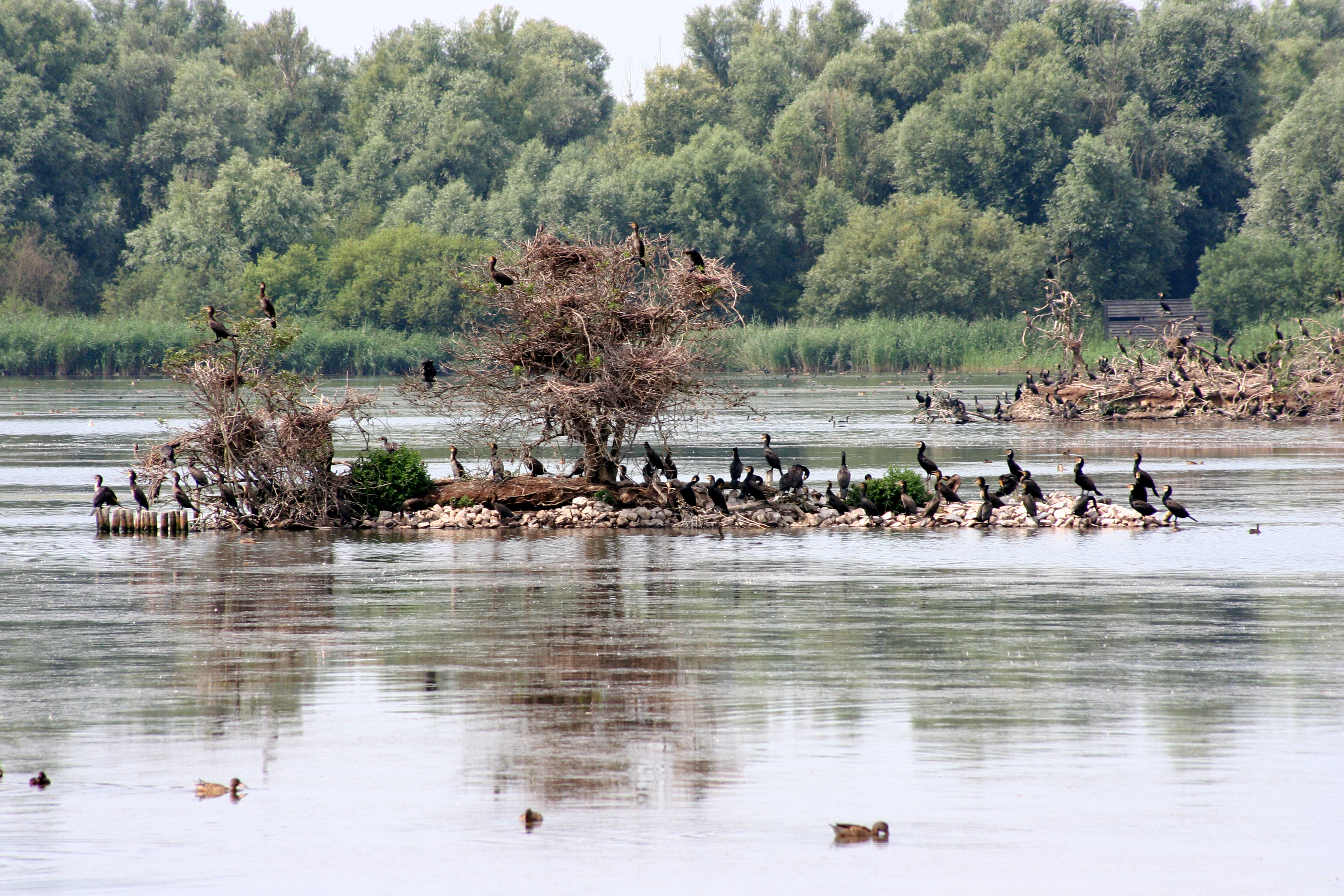
Vogelkijkhut Lepelaarplassen, Almere

De Stichting Vogel- en Natuurwacht Flevoland is in 1984 opgericht en kent anno 2019 ruim 450 donateurs. Doelstelling van de Vogel- en Natuurwacht is om de vogels die in de provincie Flevoland voorkomen te bestuderen en te beschermen.

## Activiteiten vogelstudie
De Vogel- en Natuurwacht is betrokken bij diverse vogelinventarisaties en -tellingen. Zo wil de stichting inzicht krijgen in het gedrag en aantalsverloop van roofvogels in de provincie. Ook neemt de stichting deel aan landelijke inventarisatieprojecten van watervogels, trekvogels en tuinvogels, samen met de landelijke organisaties Sovon en Vogelbescherming.
Speciale activiteiten vormen de Big Day en Big Sit. Tijdens de Big-Day moeten op één kalenderdag in competitieverband zo veel mogelijk vogelsoorten waargenomen worden. Bij de Big Sit worden op één gekozen kalenderdag vanuit een cirkel met een diameter van 17 voet (5,20 meter) met een team zo veel mogelijk soorten waargenomen. 

## Andere activiteiten
Vogelbescherming krijgt gestalte door veel aandacht te geven aan verbetering van nestbescherming en het creëren van nestgelegenheid. Daarnaast volgt de stichting kritisch de planologische ontwikkelingen, met name de snelle verstedelijking van de Flevopolder. Indien er sprake is van bedreiging van biotopen van vogels, stelt ze dit aan de orde bij de provinciale en gemeentelijke instanties.
Buiten vogels krijgen ook vlinders aandacht van de stichting.
De stichting besteedt veel aandacht aan natuurfotografie en organiseert geregeld lezingen en excursies. Driemaal per jaar verschijnt het blad De Grauwe Gans.